# Ghoshpara
Ghoshpara – miasto w Indiach w stanie Bengal Zachodni. Zlokalizowane jest w południowej części dystryktu Nadia, blisko granicy z dystryktami Hugli i North 24 Pargans, około 50 km na północ od Kolkaty. Najbliższe większe ośrodki miejskie to Kalyani (siedziba Uniwersitet of Kalyani)
i Magra (po przeciwnej stronie rzeki Hugli stanowiącej naturalną lokalną granicę pomiędzy dystryktami Nadia i Hugli).
Ghoshpara słynna jest jako hinduistyczne miejsce pielgrzymkowe, corocznie odbywają się tu festiwale religijne Ghoshpara mela tradycji kartabhadźa.